# 2024년 하계 올림픽 말레이시아 선수단
말레이시아는 2024년 7월 26일부터 8월 11일까지 파리에서 열리는 2024년 하계 올림픽에 참가했다. 이는 1956년 Malaya라는 이름으로 공식 데뷔한 이후 모든 하계 올림픽에 국가가 출전한다는 것을 의미한다. 단, 1980년 모스크바 올림픽은 제외된다. 모스크바는 미국이 주도한 보이콧 때문이다.

## 출전 선수
| 종목     | 남자 | 여자 | 전체 |
| -------- | ---- | ---- | ---- |
| 양궁     | 0    | 3    | 3    |
| 육상     | 1    | 0    | 1    |
| 배드민턴 | 4    | 4    | 8    |
| 사이클   | 2    | 2    | 4    |
| 다이빙   | 1    | 1    | 2    |
| 골프     | 1    | 1    | 2    |
| 요트     | 1    | 1    | 2    |
| 사격     | 1    | 0    | 1    |
| 수영     | 1    | 1    | 2    |
| 역도     | 1    | 0    | 1    |
| 전체     | 13   | 13   | 26   |

## 메달 집계
| 종목     | 1 | 2 | 3 | 합계 |
| 배드민턴 | 0 | 0 | 2 | 2    |
| 합계     | 0 | 0 | 2 | 2    |

## 같이 보기
- 2024년 하계 올림픽